# 阮兆丹
阮兆丹（1930年3月13日—2013年5月15日），越南共和國外交官，曾任越南共和國駐新德里代總領事，1974－1975年任越南共和國駐日本大使，也是該國末任駐日本大使。1975年越南共和國滅亡後移居澳洲。

## 生平
1930年3月13日，阮兆丹出生於法屬印度支那河東省。
1950年，阮兆丹離開越南北方。先後畢業於巴黎大學及巴黎政治學院，並獲得法學博士學位，後成爲越南共和國外交官，1956-62年任越南共和國駐英國大使館一等及二等秘書，後任越南共和國駐新德里代總領事及國際管制委員會越南共和國代表團團長，並參加了1973年巴黎和會的越南共和國代表團，擔任新聞發言人。
1974年3月22日，越南共和國參議院任命14名新大使，阮兆丹被任命爲駐日本大使。並於同年5月23日到任。7月16日，阮兆丹遞交國書。
1975年越南共和國滅亡後，阮兆丹與家人前往澳洲避難，當時，阮兆丹被要求簽署一份承諾書，如果他被允許進入澳洲，將不會參與政治活動。1976年，弗雷泽政府的移民和民族事務部長邁克爾·麥凱勒給阮兆丹寫了一份道歉信，告知他澳洲政府認識到讓他簽署該承諾書是不恰當的，該文件將不再生效。
2013年5月15日，阮兆丹在澳洲墨爾本逝世，享壽84歲。

## 個人生活
與妻子黃碧錦（Huỳnh Bích Cẩm）在1962年後者畢業於劍橋大學後結婚，育有四名子女。

## 榮譽
- 一等彰美佩星[2][3]
- 一等心理戰佩星[2][3]